# Келли, Мэри (долгожительница)
Мэри Келли (англ. Mary Kelly, урожд. Янг (англ. Young); 7 июня 1851 года — 30 декабря 1964 года) — американская долгожительница. С момента смерти Мари Олсен и до своей собственной смерти являлась старейшим живущим человеком в мире. Также на момент смерти она являлась вторым старейшим человеком в истории после Делина Филкинс, которая прожила больше Мэри всего на 8 дней.

## Биография
Мэри Марта Янг родилась 7 июня 1851 года в Саутфилде, округ Окленд, Мичиган. Её отцом был Джон Янг. В 1873 году вышла замуж за Альберта Келли. У пары родилось трое детей. Альберт Келли умер в возрасте 34 лет в результате аварии на ветряной мельнице в округе Клинтон, штат Айова. Мэри больше не выходила замуж.
Келли жила самостоятельно до 106 лет, после чего переехала в госпиталь Лонг-Бича. В возрасте 106 лет, она сказала: «Люди думают, что я старая женщина. Я так не думаю, я не чувствую себя старой в своем образе мышления».
Мэри Келли очень любила читать и перестала это делать лишь в 108 лет из-за проблем со зрением. В 110 лет она всё ещё оставалась веселой и позитивной, хотя большую часть времени проводила во сне.
Умерла 30 декабря 1964 года в возрасте 113 лет, 206 дней. Она пережила всех своих детей и на момент смерти имела 3 внуков.

## См.также
- Долгожитель
- Список старейших людей в мире
- Список старейших женщин